# Озеров Лев Адольфович
Лев Адольфович Озеров (при народжені — Гольдберг; 1914—1996) — український радянський поет і перекладач, критик, літературознавець. Спочатку друкувався під власним ім'ям Лев Гольдберг, а також літературними псевдонімами Лев Берг та Л. Корнєв.

## Біографія
Народився 10 (23 серпня) 1914 року у Києві в родині фармацевта Адольфа (Айзіка) Григоровича та Софії Григорівни Гольдберг. Жив спочатку на вулиці Златоустівській, а потім на Тарасівській. Навчався в школі № 25. У 1934 році переїхав до Москви. Закінчив МИФЛИ (1939) та аспірантуру (1941), захистив кандидатську дисертацію.
Учасник Другої світової війни, військовий журналіст. З 1943 року до останніх днів життя викладав у Літературному інституті, професор (з 1979 року) кафедри художнього перекладу, доктор філологічних наук.
Перша публікація віршів у 1932 році, перша книга видана у 1940 році. Випустив понад 20 прижиттєвих збірок. Опублікував безліч віршованих перекладів, головним чином з української (Т. Г. Шевченко та інші), литовської (К. Борута, А. Т. Венцлова, Е. Межелайтис та ін.), їдиш (С. З. Галкін та ін.) та інших мов народів СРСР.
Автор ряду книг і статей про українську та російську поезію, в тому числі про творчість Ф. І. Тютчева, А. А. Фета, Б. Л. Пастернака, а також мемуарних нарисів, у тому числі про А. А. Ахматову, Н. А. Заболоцкого та інших. Стаття Озерова «Вірши Анни Ахматової» («Стихотворения Анны Ахматовой»), опублікована 23 червня 1959 року в «Літературній газеті», являє собою перший відгук про її поезію після довгих років мовчання. Лев Озеров також багато зробив для збереження творчої спадщини і для публікації поетів свого покоління, загиблих на війні чи в роки сталінських репресій, або просто рано померлих (в тому числі, І. Л. Сельвінського, А. С. Кочеткова, Д. Б. Кедріна, Г. Н. Оболдуева).
Заслужений діяч культури Литовської РСР (1980), лауреат премії журналу «Аріон» (1994).
Помер 18 березня 1996 року. Похований у Москві на Головинському кладовищі.

## Переклади
Опублікував переклади віршованих творів українських (Т. Г. Шевченка, П. Г. Тичини, М. Т. Рильського та інш.), литовських (К. Борута, Бутку Юзе, А. Т. Венцлова, З. Гелі, Йоварас, К. Корсакаса, Е. Межелайтис, Ст. Монтвіла, Ст. Реймеріс, Т. Ю. Тільвітиса та інш.), єврейських (С. З. Галкін, Л. М. Квітко та інш.) поетів.
На литовську мову вірши Льва Озерова перекладали А. Дрилинга, Е. Матузявичюс, Е. Межелайтис, Ст. Реймеріс, Й. Стрелкунас, Й. Якштас.

## Про поезію Озерова
Поэзия Озерова — это попытка охватить бытие как целое через изображение отдельных, часто связанных с природой явлений. И. Сельвинский видит в нём «выдающегося рисовальщика» (1947), Г. Зобин — «поэта зрения» (1986). Наблюдения будто бы незначительных явлений становятся исходным пунктом, включаются в анализ смысловых основ жизни, а при этом творчество устремлено к добру, к приятию противоречия как необходимости, преодолеваемой юмором.
— >Казак В.: Лексикон русской литературы XX века. — С. 292—293.

Поэтический голос Льва Озерова мне всегда нравился. Это был тихий голос хорошего человека.
— М.А. Свєтлов

Лев Озеров, пожалуй, относится к числу тех поэтов, что не плавят, а гравируют, чеканят слово, едва успевшее остыть от непосредственных эмоций. Стих Л. Озерова лаконичен, сдержан, стремится к контурной законченности. Как рисунок карандашом. Точность, выверенность слова, естественность интонации, свободное владение культурой повествовательного стиха — качества, помогающие Л. Озерову в эпических жанрах.
— В.Ф. Огнєв

Многие поэтические высказывания Озерова вошли в наш речевой обиход, стали общим достоянием, превратились в поговорки.
— Я.О. Хелемський

## Твори

### Книги віршів
- Придніпров'я (Приднепровье). — К., 1940.
- Ливень. — М., 1947.
- Признание в любви. — М., 1957.
- Светотень. — М.: «Советский писатель», 1961.
- Дороги новый поворот. — М.-Л., 1965.
- Лирика. 1931—1965. — М., 1966.
- Неземное тяготение. — М., 1969.
- Осетинская тетрадь. — Орджоникидзе, 1972.
- Вечерняя почта. — М., 1974.
- Избранные стихотворения. — М., 1974.
- Далёкая слышимость. — М., 1975.
- За кадром. — М., 1978.
- Думаю о тебе. — М., 1981.
- Золотая свирель. — Орджоникидзе, 1985.
- Земная ось. — М., 1986.
- Аварийный запас. — М., 1990.
- Бездна жизни. — М., 1996.
- Портреты без рам. — М., 1999.
- Dar ne vakaras. Lyrika. Versta iš rusų kalbos. — Vilnius: Vaga, 1975.

### Книги про поезію
- Павло Тичина. — Уфа, 1944 [українськомовне видання; опубліковано в серії брошур "Фронт і тил" Спілки радянських письменників України].
- Работа поэта. — М., 1963.
- Труд, страсть, вдохновение. — М., 1966.
- В мастерской стиха. — М., 1968.
- А. А. Фет. — М., 1970.
- Мастерство и волшебство. — М., 1972 (2-е изд. — М., 1976).
- Поэзия Тютчева. — М., 1975.
- Стих и стихи. — М., 1975.
- Биография стихотворения. — М., 1981.
- Необходимость прекрасного. — М., 1983.
- Двойной портрет (О советской школе поэтического перевода). — М., 1986.
- Начала и концы. — М., 1989.
- О Борисе Пастернаке. — М., 1990.
- Дверь в мастерскую. Борис Пастернак. Анна Ахматова. Николай Заболоцкий. — Париж-Москва-Нью-Йорк, 1996.
- Страна русской поэзии. Статьи разных лет. — М., 1996.